# Coupe de Pologne de football 2016-2017
Navigation
Coupe de Pologne 2015-2016 Coupe de Pologne 2017-2018
La Coupe de Pologne de football 2016-2017 (Puchar Polski w piłce nożnej 2016-2017 en polonais) est la 63e édition de la Coupe de Pologne, qui oppose chaque année les clubs des trois premières divisions de Pologne ainsi que les seize vainqueurs des coupes régionales. La compétition commence le 15 juillet 2016 et se termine le 2 mai 2017.
Le Legia Varsovie met pour la dix-huitième fois de son histoire son titre en jeu, après avoir disposé du Lech Poznań lors de l'édition précédente et réalisé par la même occasion le doublé coupe - championnat.
Le vainqueur de l'épreuve se qualifie pour le troisième tour préliminaire de la Ligue Europa 2017-2018, sauf s'il remporte le championnat et se qualifie donc pour le deuxième tour de qualification de la Ligue des champions. Dans ce cas, le billet européen est attribué au deuxième du championnat, et le quatrième récupère la dernière place qualificative pour la Ligue Europa.
La finale de la Coupe de Pologne se déroule au stade national de Varsovie le 2 mai. Elle oppose le Lech Poznań, présent à ce stade de la compétition pour la troisième année consécutive, à l'Arka Gdynia, finaliste de la Coupe de Pologne pour la deuxième fois seulement de son histoire. À égalité au terme des quatre-vingt-dix minutes de jeu réglementaires, les deux équipes se départagent finalement lors de la prolongation et c'est le club de Gdynia qui remporte la coupe, sa deuxième en deux finales disputées.

## Déroulement de la compétition
Comme lors de la précédente édition, la compétition débute par un tour préliminaire qui concerne les six équipes les moins bien classées de deuxième division l'année précédente, ainsi que les clubs engagés en troisième division en 2015-2016 et les seize vainqueurs des coupes régionales.
Les deux tours suivants voient l'entrée en lice du reste des clubs de deuxième division, puis de première division.
Jusqu'au stade des huitièmes de finale, la compétition se déroule sur le format de matchs simples, puis pour les quarts et les demies, sur celui de matchs aller et retour. La finale se joue sur un seul match.

## Nombre d'équipes par division et par tour
- Date d'entrée des clubs :
  - Tour préliminaire : 6 clubs les moins bien classés de 2e division 2015-2016, 18 clubs de 3e division 2015-2016, 16 vainqueurs de coupes régionales ;
  - 1er tour : 12 clubs les mieux classés de 2e division 2015-2016 ;
  - 16es de finale : 16 clubs de 1re division 2015-2016.

| Divisions \ Manches    | Tour prélim. (20 matches) | 1er tour (16 matches) | Seizièmes de finale | Huitièmes de finale | Quarts de finale | Demi- finales | Finale |
| ---------------------- | ------------------------- | --------------------- | ------------------- | ------------------- | ---------------- | ------------- | ------ |
| Ekstraklasa 16 équipes | non présents              | 2                     | 1 + 14              | 9                   | 4                | 3             | 2      |
| I liga 18 équipes      | 7                         | 3 + 9                 | 8 + 2               | 4                   | 2                | 1             | aucun  |
| II liga 18 équipes     | 15                        | 11                    | 4                   | 1                   | 1                | aucun         | aucun  |
| III liga               | 12                        | 5                     | 3                   | 2                   | 1                | aucun         | aucun  |
| IV liga                | 5 (2 forf.)               | 1                     | aucun               | aucun               | aucun            | aucun         | aucun  |
| Clubs amateurs         | 1 (1 forf.)               | 1 (1 forf.)           | aucun               | aucun               | aucun            | aucun         | aucun  |
| Total                  | 40                        | 32                    | 32                  | 16                  | 8                | 4             | 2      |

## Le parcours des clubs de première division
Les deux clubs promus d'Ekstraklasa font leur entrée dans la compétition lors du premier tour. Les autres commencent la coupe au tour suivant.
Voici leur parcours respectif :
| Club                         | Parcours lors de la saison 2015-16 | Parcours cette saison                                         |
| ---------------------------- | ---------------------------------- | ------------------------------------------------------------- |
| Legia Varsovie               | Vainqueur                          | Seizièmes de finale – Éliminé par le Górnik Zabrze (D2)       |
| Lech Poznań                  | Finaliste                          | Finaliste – Battu par l'Arka Gdynia                           |
| Cracovia                     | Quarts de finale                   | Seizièmes de finale – Éliminé par le Jagiellonia Białystok    |
| Śląsk Wrocław                | Quarts de finale                   | Huitièmes de finale – Éliminé par le Bytovia Bytów (D2)       |
| Zagłębie Lubin               | Quarts de finale                   | Seizièmes de finale – Éliminé par le Bytovia Bytów (D2)       |
| Jagiellonia Białystok        | Huitièmes de finale                | Huitièmes de finale – Éliminé par le Pogoń Szczecin           |
| Lechia Gdańsk                | Huitièmes de finale                | Huitièmes de finale – Éliminé par le Puszcza Niepołomice (D3) |
| Ruch Chorzów                 | Huitièmes de finale                | Huitièmes de finale – Éliminé par le Lech Poznań              |
| Arka Gdynia (P)              | Seizièmes de finale                | Vainqueur – Bat le Lech Poznań                                |
| Górnik Łęczna                | Seizièmes de finale                | Huitièmes de finale – Éliminé par le GKS 1962 Jastrzębie (D4) |
| Korona Kielce                | Seizièmes de finale                | Seizièmes de finale – Éliminé par le Puszcza Niepołomice (D3) |
| Piast Gliwice                | Seizièmes de finale                | Seizièmes de finale – Éliminé par le Lechia Gdańsk            |
| Pogoń Szczecin               | Seizièmes de finale                | Demi-finales – Éliminé par le Lech Poznań                     |
| Wisła Cracovie               | Seizièmes de finale                | Quarts de finale – Éliminé par le Lech Poznań                 |
| Bruk-Bet Termalica Nieciecza | 1er tour                           | Seizièmes de finale – Éliminé par le Wigry Suwałki (D2)       |
| Wisła Płock (P)              | 1er tour                           | 1er tour – Éliminé par le Stal Mielec (D2)                    |

## Compétition

### Tour préliminaire
Le Rominta Gołdap * et le KSZO Ostrowiec Świętokrzyski * avancent au tour suivant sur forfait de leurs adversaires.
Les clubs marqués d'un astérisque sont les vainqueurs des seize coupes régionales.
Les matchs ont lieu les 15, 16 et 17 juillet 2016.
| Club (division)                    | Score             | Club (division)           | Affluence |
| ---------------------------------- | ----------------- | ------------------------- | --------- |
| Wda Świecie (D4) *                 | 3 – 0             | Rozwój Katowice (D3)      | 400       |
| GKS 1962 Jastrzębie (D4) *         | 1 – 0             | Olimpia Grudziądz (D2)    | 500       |
| Świt Skolwin (D4) *                | 0 – 0 (4 – 5 tab) | Polonia Bytom (D3)        | 500       |
| JKS 1909 Jarosław (D4) *           | 2 – 3 (a.p.)      | ROW Rybnik (D3)           | 896       |
| Stilon Gorzów Wielkopolski (D5) *  | 0 – 3             | Pogoń Siedlce (D2)        | 500       |
| Lechia Tomaszów Mazowiecki (D4) *  | 0 – 2             | Stal Mielec (D2)          | 500       |
| Odra Opole (D3) *                  | 0 – 3             | Siarka Tarnobrzeg (D3)    | 700       |
| Miedź II Legnica (D4) *            | 1 – 4             | GKS Bełchatów (D3)        |           |
| ŁKS Łomża (D4) *                   | 2 – 3 (a.p.)      | GKS Tychy (D2)            | 519       |
| KKS Kalisz (D4) *                  | 5 – 4 (a.p.)      | MKS Kluczbork (D2)        | 600       |
| Garbarnia Cracovie (D4) *          | 0 – 1             | Puszcza Niepołomice (D3)  | 300       |
| Chełmianka Chełm (D5) *            | 1 – 3 (a.p.)      | Olimpia Zambrów (D3)      | 500       |
| Świt Nowy Dwór Mazowiecki (D4) *   | 2 – 1             | Znicz Pruszków (D2)       | 220       |
| Pogoń Lębork (D4) *                | 0 – 6             | Kotwica Kołobrzeg (D3)    |           |
| Radomiak Radom (D3)                | 4 – 0             | Stal Stalowa Wola (D3)    | 1 628     |
| Nadwiślan Góra (D5)                | 0 – 3 (forfait)   | Legionovia Legionowo (D3) |           |
| Raków Częstochowa (D3)             | 2 – 1 (a.p.)      | Wisła Puławy (D2)         | 300       |
| Błękitni Stargard Szczeciński (D3) | 4 – 1             | Gryf Wejherowo (D3)       | 600       |

### Premier tour
Le GKS 1962 Jastrzębie avance au tour suivant sur forfait de son adversaire.
Les matchs ont lieu les 22, 23, 26 et 27 juillet 2016.
| Club (division)                    | Score             | Club (division)            | Affluence |
| ---------------------------------- | ----------------- | -------------------------- | --------- |
| Świt Nowy Dwór Mazowiecki (D4)     | 0 – 1             | Wigry Suwałki (D2)         | 270       |
| Kotwica Kołobrzeg (D3)             | 2 – 3             | Chojniczanka Chojnice (D2) | 1 016     |
| Rominta Gołdap (D5)                | 1 – 4             | Arka Gdynia (D1)           | 760       |
| Raków Częstochowa (D3)             | 2 – 2 (6 – 5 tab) | Chrobry Głogów (D2)        | 830       |
| Siarka Tarnobrzeg (D3)             | 2 – 4 (a.p.)      | Sandecja Nowy Sącz (D2)    | 1 100     |
| GKS Bełchatów (D3)                 | 1 – 1 (6 – 7 tab) | Miedź Legnica (D2)         | 800       |
| Legionovia Legionowo (D3)          | 0 – 3             | Zagłębie Sosnowiec (D2)    | 500       |
| Błękitni Stargard Szczeciński (D3) | 1 – 2             | Bytovia Bytów (D2)         | 900       |
| Stal Mielec (D2)                   | 4 – 3             | Wisła Płock (D1)           | 3 122     |
| Radomiak Radom (D3)                | 1 – 0             | GKS Katowice (D2)          | 3 066     |
| ROW Rybnik (D3)                    | 1 – 3             | Stomil Olsztyn (D2)        | 561       |
| KSZO Ostrowiec Świętokrzyski (D4)  | 2 – 1 (a.p.)      | Pogoń Siedlce (D2)         | 863       |
| KKS Kalisz (D4)                    | 1 – 0             | Polonia Bytom (D3)         | 700       |
| Wda Świecie (D4)                   | 1 – 2 (a.p.)      | Puszcza Niepołomice (D3)   | 400       |
| Olimpia Zambrów (D3)               | 2 – 1             | GKS Tychy (D2)             | 500       |

### Seizièmes de finale
Les matchs ont lieu les 9, 10, 11 et 24 août 2016.
| Club (division)                   | Score             | Club (division)                   | Affluence |
| --------------------------------- | ----------------- | --------------------------------- | --------- |
| Górnik Zabrze (D2)                | 3 – 2 (a.p.)      | Legia Varsovie (D1)               | 16 542    |
| Wigry Suwałki (D2)                | 2 – 1             | Bruk-Bet Termalica Nieciecza (D1) | 2 034     |
| Miedź Legnica (D2)                | 2 – 3             | Górnik Łęczna (D1)                | 1 600     |
| GKS 1962 Jastrzębie (D4)          | 2 – 1             | Radomiak Radom (D3)               | 852       |
| Olimpia Zambrów (D3)              | 0 – 1             | Arka Gdynia (D1)                  | 700       |
| KSZO Ostrowiec Świętokrzyski (D4) | 3 – 2             | Raków Częstochowa (D3)            | 1 511     |
| Bytovia Bytów (D2)                | 1 – 0             | Zagłębie Lubin (D1)               | 1 280     |
| Sandecja Nowy Sącz (D2)           | 1 – 2 (a.p.)      | Śląsk Wrocław (D1)                | 1 150     |
| Podbeskidzie Bielsko-Biała (D2)   | 0 – 3             | Lech Poznań (D1)                  | 4 510     |
| Stomil Olsztyn (D2)               | 0 – 0 (6 – 7 tab) | Ruch Chorzów (D1)                 | 3 500     |
| Chojniczanka Chojnice (D2)        | 2 – 0             | Stal Mielec (D2)                  | 800       |
| Zagłębie Sosnowiec (D2)           | 3 – 4 (a.p.)      | Wisła Cracovie (D1)               | 2 427     |
| Cracovia (D1)                     | 0 – 1             | Jagiellonia Białystok (D1)        | 4 281     |
| KKS Kalisz (D4)                   | 0 – 4             | Pogoń Szczecin (D1)               | 1 000     |
| Puszcza Niepołomice (D3)          | 1 – 1 (3 – 2 tab) | Korona Kielce (D1)                | 720       |
| Piast Gliwice (D1)                | 0 – 0 (3 – 5 tab) | Lechia Gdańsk (D1)                | 3 506     |

### Huitièmes de finale
Les matchs ont lieu les 20, 21, 22, 27 et 28 septembre 2016.
| Club (division)                   | Score             | Club (division)            | Affluence |
| --------------------------------- | ----------------- | -------------------------- | --------- |
| Górnik Zabrze (D2)                | 0 – 2             | Wigry Suwałki (D2)         | 7 126     |
| GKS 1962 Jastrzębie (D4)          | 1 – 1 (7 – 6 tab) | Górnik Łęczna (D1)         | 967       |
| KSZO Ostrowiec Świętokrzyski (D4) | 1 – 2             | Arka Gdynia (D1)           | 4 000     |
| Bytovia Bytów (D2)                | 3 – 0             | Śląsk Wrocław (D1)         | 1 700     |
| Ruch Chorzów (D1)                 | 0 – 3             | Lech Poznań (D1)           | 4 816     |
| Chojniczanka Chojnice (D2)        | 1 – 2             | Wisła Cracovie (D1)        | 3 278     |
| Pogoń Szczecin (D1)               | 4 – 1             | Jagiellonia Białystok (D1) | 3 826     |
| Puszcza Niepołomice (D3)          | 1 – 1 (4 – 2 tab) | Lechia Gdańsk (D1)         | 1 501     |

### Quarts de finale
Les matchs ont lieu les 25 et 26 octobre (aller) et 29 et 30 novembre 2016 (retour).
| Club (division)          | Score     | Club (division)     | Aller | Retour | Affluences    |
| ------------------------ | --------- | ------------------- | ----- | ------ | ------------- |
| GKS 1962 Jastrzębie (D4) | 2 – 3     | Wigry Suwałki (D2)  | 1 – 2 | 1 – 1  | 1 370 – 1 533 |
| Bytovia Bytów (D2)       | 2 – 2 (e) | Arka Gdynia (D1)    | 2 – 1 | 0 – 1  | 1 800 – 3 117 |
| Lech Poznań (D1)         | 5 – 3     | Wisła Cracovie (D1) | 1 – 1 | 4 – 2  | h.c. – 10 507 |
| Puszcza Niepołomice (D3) | 1 – 4     | Pogoń Szczecin (D1) | 1 – 2 | 0 – 2  | 1 724 – 2 750 |

### Demi-finales
Les matchs ont lieu les 28 février et 1er mars (aller) et 4 et 5 avril 2017 (retour).
| Club (division)    | Score | Club (division)     | Aller | Retour | Affluences     |
| ------------------ | ----- | ------------------- | ----- | ------ | -------------- |
| Lech Poznań (D1)   | 4 – 0 | Pogoń Szczecin (D1) | 3 – 0 | 1 – 0  | 14 537 – 4 676 |
| Wigry Suwałki (D2) | 4 – 5 | Arka Gdynia (D1)    | 0 – 3 | 4 – 2  | 3 066 – 4 476  |

### Finale
La finale se joue le 2 mai 2017 au stade national de Varsovie, et oppose le Lech Poznań, cinq fois vainqueur de la coupe (1982, 1984, 1988, 2004 et 2009) et présent à ce stade de la compétition pour la troisième année consécutive (deux défaites), à l'Arka Gdynia, finaliste de la Coupe de Pologne pour la deuxième fois seulement de son histoire (la première a été gagnée en 1979 face au Wisła Cracovie, à Lublin) et promu en première division cette année.
Les parcours des deux clubs pour accéder à la finale sont radicalement différents : tandis que le Lech Poznań a éliminé trois équipes de première division en huitième, quart et demi-finale, l'Arka Gdynia n'a croisé que des clubs de divisions inférieures.
L'issue de cette finale est longtemps indécise, et c'est finalement l'Arka qui débloque le score lors de la deuxième période de la prolongation par l'intermédiaire de Rafał Siemaszko (en), meilleur buteur du club cette saison,. Quatre minutes plus tard, Gdynia double la mise grâce à Luka Zarandia, lui aussi entré en cours de match, et sécurise sa victoire, le Lech Poznań ne parvenant à réduire l'écart qu'en toute fin de match grâce à un but de son capitaine Łukasz Trałka.
| Titulaires :  |                     |      |
|               |                     |      |
| 1             | Jasmin Burić        |      |
| 4             | Tomasz Kędziora     |      |
| 35            | Jan Bednarek        |      |
| 3             | Lasse Nielsen       | 110e |
| 22            | Volodymyr Kostevych |      |
| 14            | Maciej Gajos        |      |
| 6             | Łukasz Trałka       |      |
| 24            | Dawid Kownacki      | 74e  |
| 86            | Radosław Majewski   |      |
| 10            | Darko Jevtić        | 85e  |
| 11            | Marcin Robak        |      |
|               |                     |      |
| Remplaçants : |                     |      |
| 30            | Matúš Putnocký      |      |
| 28            | Marcin Wasielewski  |      |
| 26            | Maciej Wilusz       |      |
| 55            | Abdul Aziz Tetteh   |      |
| 17            | Maciej Makuszewski  | 74e  |
| 8             | Szymon Pawłowski    | 85e  |
| 18            | Mihai Răduț         | 110e |
|               |                     |      |
| Entraîneur :  |                     |      |
| Nenad Bjelica |                     |      |

| Titulaires :     |                    |     |
|                  |                    |     |
| 1                | Pāvels Šteinbors   |     |
| 2                | Tadeusz Socha      |     |
| 29               | Michał Marcjanik   |     |
| 3                | Krzysztof Sobieraj |     |
| 23               | Marcin Warcholak   |     |
| 17               | Adam Marciniak     |     |
| 6                | Antoni Łukasiewicz |     |
| 8                | Marcus Vinícius    | 55e |
| 10               | Mateusz Szwoch     |     |
| 19               | Miroslav Božok     | 83e |
| 26               | Przemysław Trytko  | 71e |
|                  |                    |     |
| Remplaçants :    |                    |     |
| 30               | Arkadiusz Moczadlo |     |
| 32               | Przemyslaw Stolc   |     |
| 33               | Damian Zbozień     |     |
| 20               | Dominik Hofbauer   | 83e |
| 14               | Michał Nalepa      |     |
| 11               | Rafał Siemaszko    | 55e |
| 45               | Luka Zarandia      | 71e |
|                  |                    |     |
| Entraîneur :     |                    |     |
| Leszek Ojrzyński |                    |     |

| Titulaires :  |                     |      |
|               |                     |      |
| 1             | Jasmin Burić        |      |
| 4             | Tomasz Kędziora     |      |
| 35            | Jan Bednarek        |      |
| 3             | Lasse Nielsen       | 110e |
| 22            | Volodymyr Kostevych |      |
| 14            | Maciej Gajos        |      |
| 6             | Łukasz Trałka       |      |
| 24            | Dawid Kownacki      | 74e  |
| 86            | Radosław Majewski   |      |
| 10            | Darko Jevtić        | 85e  |
| 11            | Marcin Robak        |      |
|               |                     |      |
| Remplaçants : |                     |      |
| 30            | Matúš Putnocký      |      |
| 28            | Marcin Wasielewski  |      |
| 26            | Maciej Wilusz       |      |
| 55            | Abdul Aziz Tetteh   |      |
| 17            | Maciej Makuszewski  | 74e  |
| 8             | Szymon Pawłowski    | 85e  |
| 18            | Mihai Răduț         | 110e |
|               |                     |      |
| Entraîneur :  |                     |      |
| Nenad Bjelica |                     |      |

| Titulaires :     |                    |     |
|                  |                    |     |
| 1                | Pāvels Šteinbors   |     |
| 2                | Tadeusz Socha      |     |
| 29               | Michał Marcjanik   |     |
| 3                | Krzysztof Sobieraj |     |
| 23               | Marcin Warcholak   |     |
| 17               | Adam Marciniak     |     |
| 6                | Antoni Łukasiewicz |     |
| 8                | Marcus Vinícius    | 55e |
| 10               | Mateusz Szwoch     |     |
| 19               | Miroslav Božok     | 83e |
| 26               | Przemysław Trytko  | 71e |
|                  |                    |     |
| Remplaçants :    |                    |     |
| 30               | Arkadiusz Moczadlo |     |
| 32               | Przemyslaw Stolc   |     |
| 33               | Damian Zbozień     |     |
| 20               | Dominik Hofbauer   | 83e |
| 14               | Michał Nalepa      |     |
| 11               | Rafał Siemaszko    | 55e |
| 45               | Luka Zarandia      | 71e |
|                  |                    |     |
| Entraîneur :     |                    |     |
| Leszek Ojrzyński |                    |     |

## Tableau final
|  | Huitièmes de finale          | Huitièmes de finale | Huitièmes de finale |                     |       | Quarts de finale | Quarts de finale | Quarts de finale |  |  | Demi-finales | Demi-finales | Demi-finales |  |  | Finale                                  | Finale |
|  |                              |                     |                     |                     |       |                  |                  |                  |  |  |              |              |              |  |  |                                         |        |
|  |                              |                     |                     |                     |       |                  |                  |                  |  |  |              |              |              |  |  | 2 mai 2017 – stade national de Varsovie |        |
|  |                              |                     |                     |                     |       |                  |                  |                  |  |  |              |              |              |  |  |                                         |        |
|  | Ruch Chorzów                 | 0                   | -                   |                     |       |                  |                  |                  |  |  |              |              |              |  |  |                                         |        |
|  | Ruch Chorzów                 | 0                   | -                   |                     |       |                  |                  |                  |  |  |              |              |              |  |  |                                         |        |
|  | Lech Poznań                  | 3                   | -                   |                     |       |                  |                  |                  |  |  |              |              |              |  |  |                                         |        |
|  | Lech Poznań                  | 3                   | -                   | Lech Poznań         | 1     | 4                |                  |                  |  |  |              |              |              |  |  |                                         |        |
|  |                              |                     |                     | Lech Poznań         | 1     | 4                |                  |                  |  |  |              |              |              |  |  |                                         |        |
|  |                              | Wisła Cracovie      | 1                   | 2                   |       |                  |                  |                  |  |  |              |              |              |  |  |                                         |        |
|  | Chojniczanka Chojnice        | Wisła Cracovie      | 1                   | 2                   | 1     | -                |                  |                  |  |  |              |              |              |  |  |                                         |        |
|  | Chojniczanka Chojnice        |                     |                     |                     | 1     | -                |                  |                  |  |  |              |              |              |  |  |                                         |        |
|  | Wisła Cracovie               | 2                   | -                   |                     |       |                  |                  |                  |  |  |              |              |              |  |  |                                         |        |
|  | Wisła Cracovie               | 2                   | -                   | Lech Poznań         | 3     | 1                |                  |                  |  |  |              |              |              |  |  |                                         |        |
|  |                              |                     |                     | Lech Poznań         | 3     | 1                |                  |                  |  |  |              |              |              |  |  |                                         |        |
|  |                              | Pogoń Szczecin      | 0                   | 0                   |       |                  |                  |                  |  |  |              |              |              |  |  |                                         |        |
|  | Puszcza Niepołomice          | Pogoń Szczecin      | 0                   | 0                   | 1 (4) | -                |                  |                  |  |  |              |              |              |  |  |                                         |        |
|  | Puszcza Niepołomice          |                     |                     |                     | 1 (4) | -                |                  |                  |  |  |              |              |              |  |  |                                         |        |
|  | Lechia Gdańsk                | 1 (2)               | -                   |                     |       |                  |                  |                  |  |  |              |              |              |  |  |                                         |        |
|  | Lechia Gdańsk                | 1 (2)               | -                   | Puszcza Niepołomice | 1     | 0                |                  |                  |  |  |              |              |              |  |  |                                         |        |
|  |                              |                     |                     | Puszcza Niepołomice | 1     | 0                |                  |                  |  |  |              |              |              |  |  |                                         |        |
|  |                              | Pogoń Szczecin      | 2                   | 2                   |       |                  |                  |                  |  |  |              |              |              |  |  |                                         |        |
|  | Pogoń Szczecin               | Pogoń Szczecin      | 2                   | 2                   | 4     | -                |                  |                  |  |  |              |              |              |  |  |                                         |        |
|  | Pogoń Szczecin               |                     |                     |                     | 4     | -                |                  |                  |  |  |              |              |              |  |  |                                         |        |
|  | Jagiellonia Białystok        | 1                   | -                   |                     |       |                  |                  |                  |  |  |              |              |              |  |  |                                         |        |
|  | Jagiellonia Białystok        | 1                   | -                   | Lech Poznań         | 1     |                  |                  |                  |  |  |              |              |              |  |  |                                         |        |
|  |                              |                     |                     | Lech Poznań         | 1     |                  |                  |                  |  |  |              |              |              |  |  |                                         |        |
|  |                              | Arka Gdynia         | 2ap                 |                     |       |                  |                  |                  |  |  |              |              |              |  |  |                                         |        |
|  | GKS 1962 Jastrzębie          | Arka Gdynia         | 2ap                 | 1 (7)               | -     |                  |                  |                  |  |  |              |              |              |  |  |                                         |        |
|  | GKS 1962 Jastrzębie          |                     |                     | 1 (7)               | -     |                  |                  |                  |  |  |              |              |              |  |  |                                         |        |
|  | Górnik Łęczna                | 1 (6)               | -                   |                     |       |                  |                  |                  |  |  |              |              |              |  |  |                                         |        |
|  | Górnik Łęczna                | 1 (6)               | -                   | GKS 1962 Jastrzębie | 1     | 1                |                  |                  |  |  |              |              |              |  |  |                                         |        |
|  |                              |                     |                     | GKS 1962 Jastrzębie | 1     | 1                |                  |                  |  |  |              |              |              |  |  |                                         |        |
|  |                              | Wigry Suwałki       | 2                   | 1                   |       |                  |                  |                  |  |  |              |              |              |  |  |                                         |        |
|  | Górnik Zabrze                | Wigry Suwałki       | 2                   | 1                   | 0     | -                |                  |                  |  |  |              |              |              |  |  |                                         |        |
|  | Górnik Zabrze                |                     |                     |                     | 0     | -                |                  |                  |  |  |              |              |              |  |  |                                         |        |
|  | Wigry Suwałki                | 2                   | -                   |                     |       |                  |                  |                  |  |  |              |              |              |  |  |                                         |        |
|  | Wigry Suwałki                | 2                   | -                   | Wigry Suwałki       | 0     | 4                |                  |                  |  |  |              |              |              |  |  |                                         |        |
|  |                              |                     |                     | Wigry Suwałki       | 0     | 4                |                  |                  |  |  |              |              |              |  |  |                                         |        |
|  |                              | Arka Gdynia         | 3                   | 2                   |       |                  |                  |                  |  |  |              |              |              |  |  |                                         |        |
|  | Bytovia Bytów                | Arka Gdynia         | 3                   | 2                   | 3     | -                |                  |                  |  |  |              |              |              |  |  |                                         |        |
|  | Bytovia Bytów                |                     |                     |                     | 3     | -                |                  |                  |  |  |              |              |              |  |  |                                         |        |
|  | Śląsk Wrocław                | 0                   | -                   |                     |       |                  |                  |                  |  |  |              |              |              |  |  |                                         |        |
|  | Śląsk Wrocław                | 0                   | -                   | Bytovia Bytów       | 2     | 0                |                  |                  |  |  |              |              |              |  |  |                                         |        |
|  |                              |                     |                     | Bytovia Bytów       | 2     | 0                |                  |                  |  |  |              |              |              |  |  |                                         |        |
|  |                              | Arka Gdynia         | 1                   | 1E                  |       |                  |                  |                  |  |  |              |              |              |  |  |                                         |        |
|  | KSZO Ostrowiec Świętokrzyski | Arka Gdynia         | 1                   | 1E                  | 1     | -                |                  |                  |  |  |              |              |              |  |  |                                         |        |
|  | KSZO Ostrowiec Świętokrzyski |                     |                     |                     | 1     | -                |                  |                  |  |  |              |              |              |  |  |                                         |        |
|  | Arka Gdynia                  | 2                   | -                   |                     |       |                  |                  |                  |  |  |              |              |              |  |  |                                         |        |
|  | Arka Gdynia                  | 2                   | -                   |                     |       |                  |                  |                  |  |  |              |              |              |  |  |                                         |        |

## Meilleurs buteurs
4 buts
- Rafał Jankowski (KKS Kalisz)
- Kamil Zapolnik (Wigry Suwałki)

3 buts
- Kamil Adamek (Wigry Suwałki)
- Adam Frączczak (en) (Pogoń Szczecin)
- Maciej Małkowski (Sandecja Nowy Sącz)
- Marcin Robak (Lech Poznań)
- 4 autres joueurs

Source : 90minut.pl